# Festival di Napoli 1963
L'undicesimo festival della canzone napoletana si tenne a Napoli dal 17 al 19 ottobre 1963.

## Vicende particolari

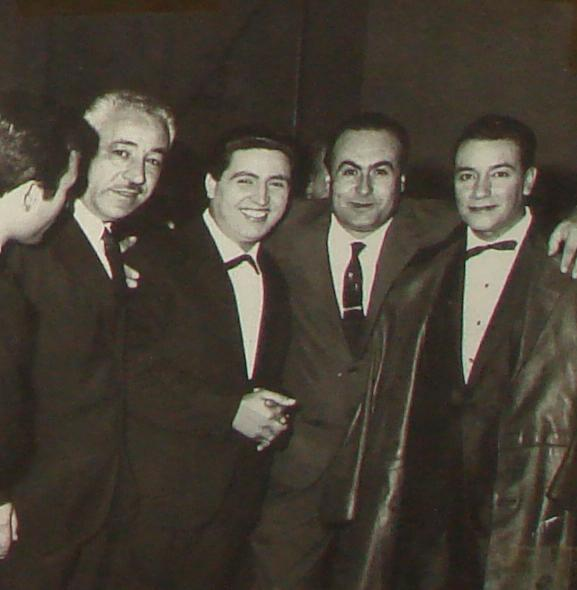
Mario Trevi (al centro) e Mario Abbate (primo a destra) al Festival di Napoli del 1963

Durante la seconda serata del Festival, particolare attenzione suscitò il brano Indifferentemente, presentato da Mario Abbate e Mario Trevi. Il brano fu molto apprezzato dalla stampa, che la indica come probabile vincitrice della manifestazione. Nonostante sia quasi certa la vittoria, la giuria, tra i dissensi del pubblico, annuncia che il primo posto è assegnato alla canzone Jammo ja presentata da Claudio Villa e Maria Paris. Indifferentemente si posiziona al secondo posto. Dopo l'annuncio del brano vincitore, la stampa non si pronuncia in merito e, soprattutto, non si sbilancia, per evitare la stessa disfatta del 1956, quando la manifestazione fu vinta da Guaglione. La stampa, infatti, in quella occasione massacrò nelle recensioni in brano per poi, in seguito, ricredersi grazie allo strepitoso successo internazionale raggiunto da Guaglione. Per Jammo ja, però, non si ripeté quel successo. Finito il Festival, fu presto dimenticata.
Dal punto di vista discografico, la canzone Indifferentemente trova un grande successo in hit parade, in particolare nella versione di Mario Trevi. Quest'ultimo, infatti, registra il 45 giri con la canzone completa delle due parti, al contrario della versione di Mario Abbate che, invece, omette la seconda parte del brano. In seguito, visto il gran trionfo, Abbate registra un'ulteriore versione del brano completa di strofe e ritornelli. Pur non arrivando al primo posto, da lì a poco tempo il brano iniziò ad essere inciso da grandi interpreti della canzone napoletana ed italiana, come Sergio Bruni, Roberto Murolo e Mina. Il brano, diventato un classico, è citato nell'Enciclopedia della canzone napoletana, scritta da Ettore De Mura.

### In memoria di Marotta
Il 12 ottobre 1963 muore il poeta Giuseppe Marotta.
Cinque giorni dopo la scomparsa del poeta, il 17 ottobre, viene trasmessa la prima serata del Festival di Napoli, presentato da Nunzio Filogamo e Pippo Baudo.
In suo onore, Filogamo e Baudo commemorano il poeta scomparso e l'Orchestra attacca il suo grande successo musicale Mare verde, presentata da Milva e Mario Trevi al Giugno della Canzone Napoletana nel 1961.

## Classifica, canzoni e cantanti
| Posizione | Canzone                | Autori                           | Artista                                  | Voti |
| 1.        | Jammo ja'              | (F. Maresca e M. Pagano)         | Maria Paris - Claudio Villa              | 107  |
| 2.        | Indifferentemente      | (U. Martucci e S. Mazzocco)      | Mario Abbate - Mario Trevi               | 79   |
| 3.        | Annamaria              | (M. Zanfagna e A. Forte)         | Nunzio Gallo - Narciso Parigi            | 73   |
| 4         | Nun lassa' Surriento   | (R. Fiore e F. Rendine)          | Sergio Bruni - Giacomo Rondinella        | 63   |
| 5         | 'A stessa Maria        | (Manna e Ricciardi)              | Narciso Parigi - Mario Abbate            | 55   |
| 6         | Catene d'ammore        | (U. Martucci e S. Mazzocco)      | Nunzio Gallo - Mario Trevi               | 40   |
| 7         | Serenata marenara      | (Petrucci e Arciello)            | Nunzio Gallo - Pino Mauro                | 35   |
| 8         | Preghiera napulitana   | (S. Palomba e E. Lombardi)       | Aurelio Fierro - Nunzio Gallo            | 31   |
| 9         | Sunnanno a Santa Lucia | (P. Orecchio e M. Giordano)      | Mario Abbate - Rossella Masseglia Natali | 28   |
| 10        | Suonno perduto         | (P. Russo e S. Mazzocco)         | Mirna Doris - Gina Armani                | 15   |
| 11        | Maria yé yé            | (V. De Crescenzo e L. Ricciardi) | Aurelio Fierro - Gloria Christian        | 2    |
| 11        | Cu tte a Santa Lucia   | (R. Fiore e A. Vian)             | Mario Abbate - Pino Mauro                | 2    |

### Non finaliste
| Canzone                | Autori                        | Artista                                        |
| 'A fenesta 'e rimpetto | (G. Garofalo e U. Colonnese)  | Maria Paris - Narciso Parigi                   |
| 'A Chitarra e tu       | (A. Pariante e E. Barile)     | Rossella Masseglia Natali - Giacomo Rondinella |
| Dint' 'a cchiesa       | (V. De Crescienzo e S. Bruni) | Sergio Bruni - Luciano Lualdi                  |
| È dummeneca            | (R. Fiore e A. Vian)          | Pino Mauro - Gina Armani                       |
| Maje                   | (Martingano e Monetti)        | Lucia Valeri - Peppino Gagliardi               |
| Ricciulella            | (U. Marticci e S. Mazzocco)   | Gloria Christian - Mirna Doris                 |
| Scugnizziello          | (U. Boselli - A. Fierro)      | Claudio Villa - Aurelio Fierro                 |
| Stanotte nun sunnà     | (Figalli e Genta)             | Maria Paris - Rossana                          |

## Orchestra
Diretta dai maestri: Eduardo Alfieri, Franco Cassano, G. De Martini, Carlo Esposito, Angelo Giacomazzi, B. Simonetti e Luigi Vinci.

## Organizzazione
Dell'Ente per la Canzone Napoletana - Ente Salvatore Di Giacomo